# أورغيس بونياكو
أورغيس بونياكو هو لاعب كرة قدم سويسري في مركز الوسط، ولد في 5 يوليو 2001 في Uznach ‏ في سويسرا. لعب مع نادي بازل.

## وصلات خارجية
- أورغيس بونياكو على موقع قاعدة بيانات كرة القدم.إي يو (الإنجليزية)
- أورغيس بونياكو على موقع Soccerway.com (الإنجليزية)
- أورغيس بونياكو على موقع عالم كرة القدم.نت (الإنجليزية)